# Ataque del cementerio de Milltown
El ataque al cementerio de Milltown (también conocido como la masacre de Milltown) tuvo lugar el 16 de marzo de 1988 en Belfast, Irlanda del norte. Durante el funeral de tres miembros del IRA asesinados en Gibraltar, un miembro del UDA (Ulster Defence Association, la Asociación para la Defensa del Úlster), Michael Stone, atacó a los presentes con granadas de mano y pistolas. Stone supo de la ausencia de la policía y miembros armados del IRA durante el funeral. A la vez que corría hacia la autopista una multitud comenzó a perseguirlo mientras continuaba disparando y lanzando granadas. Alguno de los asistentes alcanzó a Stone y comenzó a golpearlo, siendo rescatado por la policía y arrestado. Mató a tres personas e hirió a más de sesenta. Este ataque sin precedentes se grabó en vivo, siendo emitido en los telediarios de buena parte del mundo y conmocionó a la opinión pública.

## Trasfondo
El 6 de marzo de 1988, los miembros del IRA Daniel McCann, Seán Savage y Mairéad Farrell fueron abatidos por miembros del SAS británico en Gibraltar, durante la operación Flavius. Los tres se encontraban, presuntamente, preparando un ataque contra el personal británico militar. Las muertes causaron el repudio de los republicanos ya que estos hombres se encontraban desarmados no dándoseles ningún aviso previo. Sus cuerpos llegaron a Belfast el 14 de marzo. En aquellos momentos la crispación entre la muchedumbre era bastante alta debido a que las fuerzas británicas no permitían rendir ningún tributo a los muertos, realizando patrullas en los vecindarios donde habían residido, pues sus cuerpos permanecían en los que habían sido sus hogares hasta la fecha del entierro. La fecha de dicho entierro sería el 16 de marzo. Durante años los republicanos se habían quejado de la mano dura que había durante los entierros de miembros del IRA, lo cual ocasionaba fuertes refriegas. Se produjo un cambio en la política en este sentido, retirándose las fuerzas de seguridad, con lo cual no estarían presentes durante el funeral, todo ello a cambio de que no se realizasen salvas de honor por los muertos. El ejército británico y la policía de Irlanda del norte (Royal Ulster Constabulary - RUC) se mantendrían pues a distancia, en una decisión que no fue hecha pública.
Michael Stone era un leal, miembro de la Asociación para la defensa del Úlster. Los leales se caracterizan por su defensa a ultranza de Irlanda del norte, rechazando frontalmente la unión de ambas, Irlanda del norte e Irlanda del sur. Stone había estado en el pasado involucrado en asesinatos, describiéndose a sí mismo como un paramilitar leal y solitario. Supo de la retirada de las fuerzas de seguridad, de modo que planeó «destruir el liderazgo del Sinn Féin y el IRA en el mismo cementerio». Según palabras del mismo Stone el ataque se produjo en venganza por el bombardeo ocurrido cuatro meses antes en Enniskillen, cuando once protestantes fueron asesinados por el IRA mediante una bomba en la ceremonia de domingo de recuerdo. Posteriormente dijo al periodista Peter Taylor que «fue algo simbólico: el IRA había atacado un cenotafio inglés y él había hecho lo mismo». Stone afirmó que él y otros miembros del UDA consideraron la posibilidad de utilizar bombas en el cementerio, pero lo desecharon ya que las bombas podrían no alcanzar a los líderes republicanos. En vez de ello decidió llevar a cabo un ataque con armas y granadas. Afirmó asimismo que «un miembro relevante del UDA» le había dado la autorización para llevar a cabo el ataque, facilitándole una pistola browning de 9 milímetros, un revólver mágnum y siete granadas RGD-5 la noche antes del funeral.

## Ataque

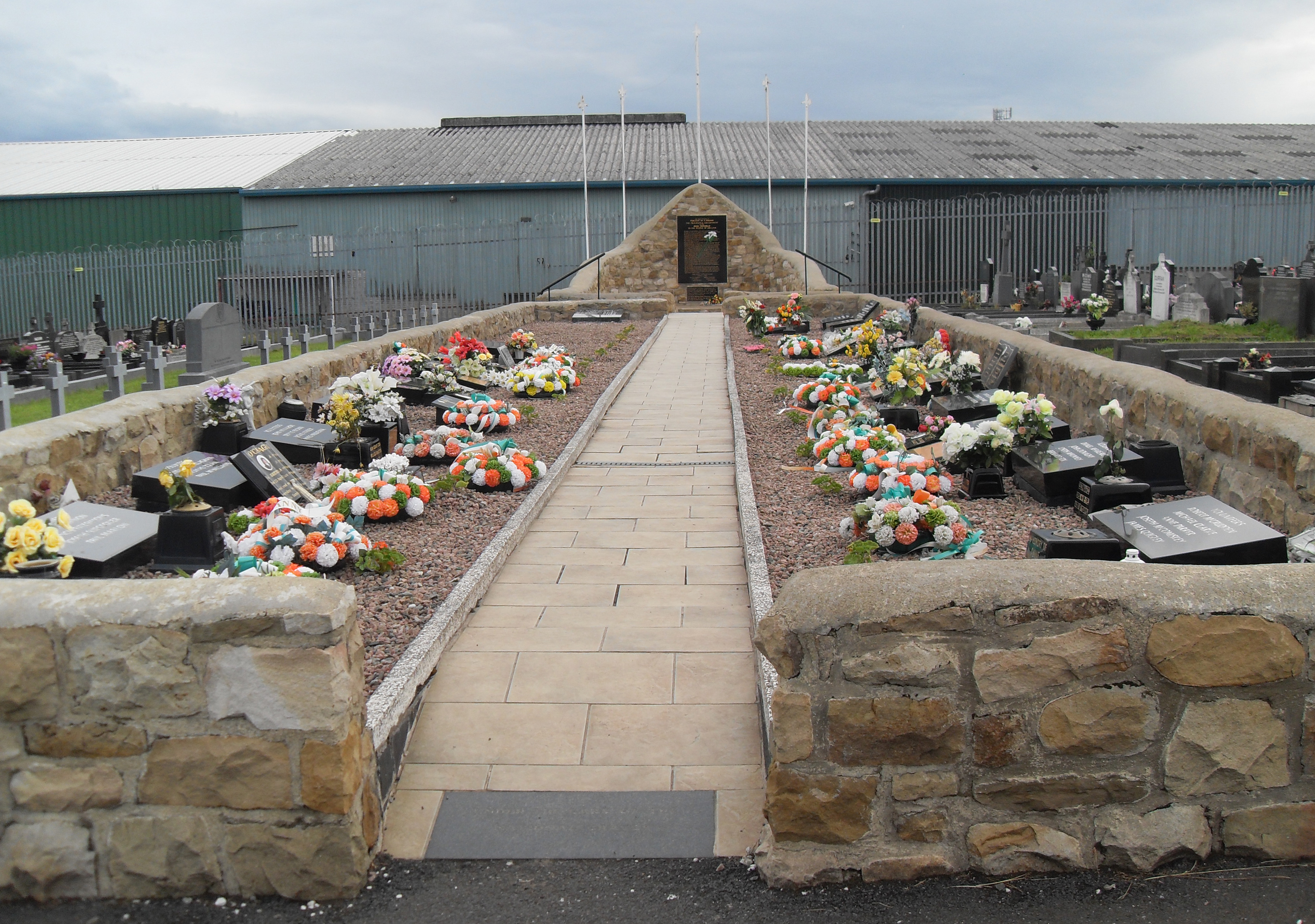
parcela republicana en el cementerio de Milltown, objetivo de Michael Stone

El funeral y consiguiente misa se llevó a cabo tal como estaba planeado, de modo que el cortejo se dirigió hacia el cementerio de Milltown, próximo a Falls Road. En el cortejo había miles de asistentes y miembros relevantes del IRA y el Sinn Féin, incluyendo a personas como Gerry Adams o Martin McGuinness. Por parte del RUC había dos helicópteros cubriendo el evento. Stone afirmó haber entrado en el cementerio por la puerta principal con los asistentes, mezclándose con el público, aunque algunos de los presentes afirmaron verlo entrar desde la autopista M1 con otras tres personas.
Cuando el tercer ataúd estaba a punto de ser depositado en el hoyo, Stone lanzó tres granadas —las cuales tenían un retardo de siete segundos— hacia la multitud y comenzó a disparar. La primera granada explotó cerca del público a unos 18 metros de la tumba. Se produjo entonces pánico y confusión, huyendo la gente y buscando cobertura tras las lápidas. Stone comenzó a correr hacia la autopista, situada a unos cientos de metros, perseguido por docenas de personas y jóvenes. De vez en cuando se detenía lanzaba granadas a sus perseguidores. En la edición del 19 de marzo del Irish Times, el columnista Kevin Myers, opuesto a la violencia paramilitar republicana, escribió: «jóvenes desarmados cargaron contra un hombre que lanzaba granadas y disparaba una pistola […]. Estos jóvenes perseguían a su atacante bajo el fuego, pero avanzaban a pesar de ello. Esto no es sencillamente bravura, sino heroísmo, lo que en otras circunstancias, no abrigo ninguna duda de que les habría reportado las mayores condecoraciones militares».
Tres personas fueron asesinadas mientras perseguían a Stone: los civiles católicos Thomas McErlean (20) y John Murray y el miembro del IRA Caoimhín Mac Brádaigh (30), también conocido como Kevin Brady. Durante el ataque más de sesenta personas fueron heridas por las balas, metralla y fragmentos de mármol y lápidas. Entre los heridos estaba una madre embarazada, una anciana de 72 años y un niño de 1o. Algunos leales dijeron que Stone cometió el error de lanzar las granadas demasiado pronto; el número de muertos habría sido mucho mayor si las granadas hubieran explotado en el aire: «habría llovido metralla en una área mucho más grande».
Una furgoneta blanca que había aparcado en el arcén de la autopista arrancó de repente, justo cuando Stone huía de la multitud. Se especuló si la furgoneta era parte del ataque, pero el RUC dijo que era parte de una patrulla policial y los agentes aceleraron temiendo por su vida. Stone afirmó haber planeado su huida en un coche, conducido por un miembro del UDA, que le recogería en el arcén de la autopista, pero el conductor presuntamente tuvo miedo y se largó. Cuando Stone llegó a la autopista estaba sin munición.  Intentó detener algún coche en la carretera pero fue alcanzado por la multitud, apaleado  e introducido en un coche que había sido forzado. Miembros del RUC llegaron en vehículos Land Rover, salvando su vida. Le arrestaron y le llevaron al Hospital Musgrave Park para tratar sus heridas. Todo el evento había sido grabado por cámaras de agencias de noticias.

## Resultado

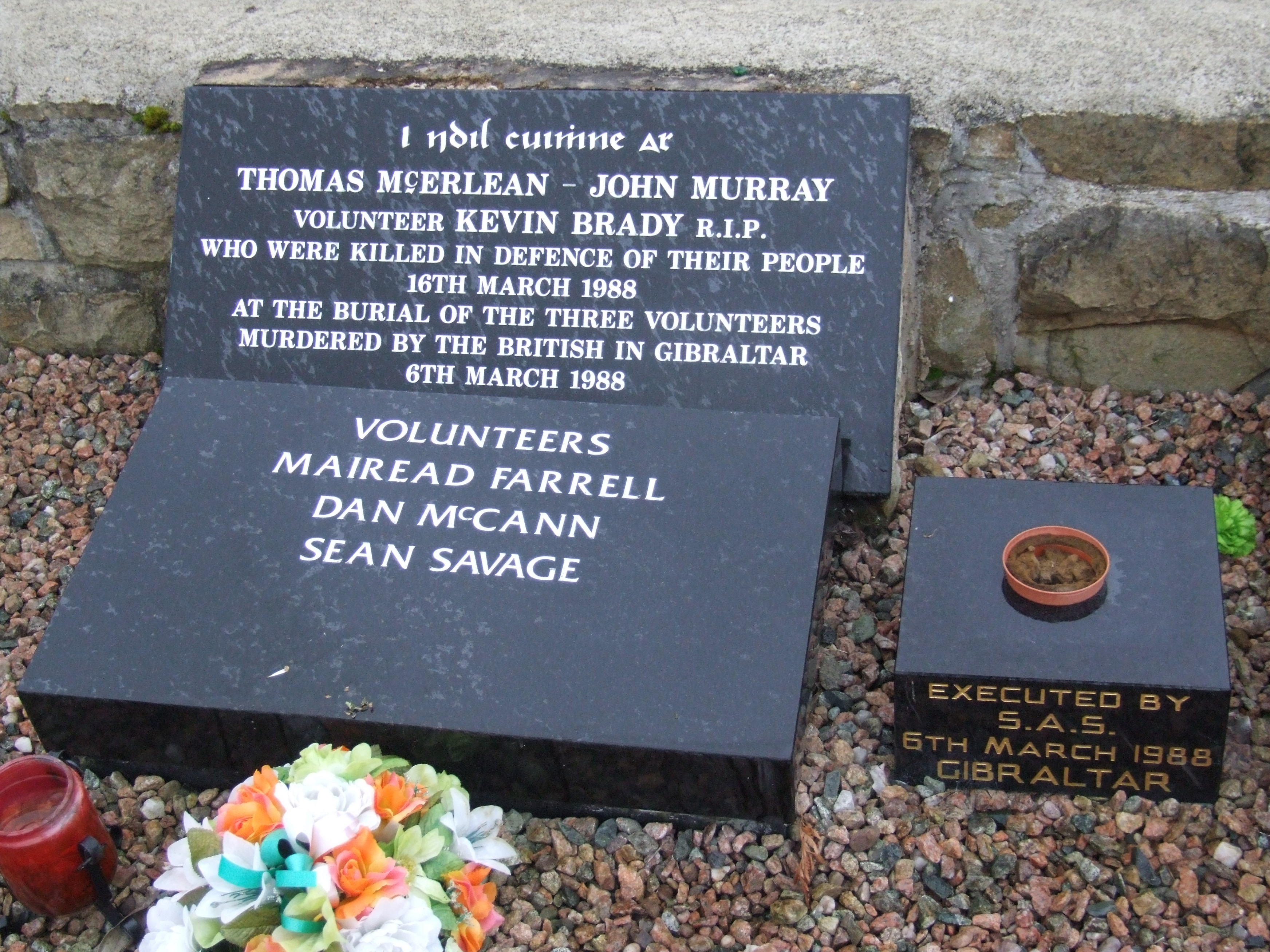
Lápida de recuerdo a los tres de Gibraltar y a los tres asesinados en el ataque en Milltown

Esa misma tarde, jóvenes de los distritos republicanos forzaron vehículos y atacaron al RUC. Poco después del ataque. Dos grupos de paramilitares leales —el UDA y el UVF— negaron toda responsabilidad. El líder de la brigada de Belfast oeste del UDA, Tommy Lyttle, dijo  que Stone era un lobo solitario leal sin órdenes del UDA, aunque no condenó el ataque. Lyttle ordenó mantener esta política al resto de líderes de la UDA. Otro miembro del UDA, Sammy Duddy dijo: «después de Milltown, dos brigadistas del UDA de dos batallones de Belfast llamaron al IRA para comunicar que no sabían quién era Stone […]. Pero Michael era del UDA, era un pistolero itinerante que iba tras el IRA y los republicanos y no necesitaba ninguna autoridad ya que ese era su trabajo. Estos dos brigadistas temían que el IRA realizase alguna venganza en sus zonas […] de modo que negaron toda relación con Stone, uno de sus mejores soldados».
El Sinn Féin y otros grupos “afirmaron que debía de haber algún tipo de ayuda por parte de las fuerzas de seguridad, ya que muy pocos sabían de la escasa presencia de policia en el funeral”. Stone afirmó más tarde que tenía la seguridad de que el ejército y la policía no serían desplegados en el cementerio. También afirmó tener información detallada de los movimientos de ambos. Stone dijo que, la noche antes del ataque, se le dieron «unas cuantas armas de un depósito de la resistencia del Ulster en una localización fuera de Belfast» y se le «transportó a la ciudad por parte de un miembro del RUC». De acuerdo al periodista Martin Dillon, las armas utilizadas se le dieron siguiendo órdenes del jefe de inteligencia del UDA Brian Nelson, que luego se reveló ser un agente/topo del FRU (Unidad de investigación del ejército inglés - force research unit).
Tres días después, durante el funeral de una de las víctimas de Stone, Caoimhín Mac Brádaigh, dos soldados del ejército inglés (Derek Wood y David Howes) vistiendo ropa civil y en un coche civil condujeron su coche contra el cortejo funerario, en principio por error. Muchos de los presentes creyeron que los soldados eran leales intentando repetir el ataque de Stone. Una muchedumbre rodeó el coche e intentaron atacarlos. El soldado Wood sacó su pistola y disparó un tiro al aire. Los dos hombres fueron sacados del coche y llevados lejos del cortejo, siendo apaleados y disparados/asesinados por el IRA. El incidente se conoce como el ataque a los soldados, siendo también filmado por las cámaras de televisión.
La pistola Browning usada por Stone fue requisada por el IRA y utilizada durante una emboscada al RUC y el ejército inglés en Belfast el 13 de octubre de 1990. Durante este ataque murió un guardia y otro sufrió heridas de consideración.
En marzo de 1989, Stone fue sentenciado por los tres asesinatos de Milltown, por los tres paramilitares que había asesinado antes y por otros delitos, a un total de 682 años. Muchos leales veían en él a un héroe y un icono. Después de recibir su condena, una edición de la revista del UDA expresó su devoción por Stone, diciendo que «se mantuvo en pie en medio de la basura rebelde así que dejadlo tranquilo». Aparte del tiempo que pasó en prisión preventiva en la prisión de Crumlin Road. Stone pasó toda su sentencia en la prisión de Long Kesh. Fue liberado después de trece años como resultado del acuerdo de Belfast (también conocido como Acuerdo del Viernes Santo). El periodista Martin Dillon entrevistó a Stone en prisión y publicó un libro en 1992, Stone Cold: la verdadera historia de Michael Stone y la masacre de Milltown. Tiempo después Stone publicó su biografía, Nada nos dividirá, que incluía una narración del ataque, en la que se mostraba arrepentido por el daño causado a las familias de los muertos, y rendía tributo a dos de los hombres que le perseguían en el cementerio (Murray, Mac Brádaigh). Stone escribió «no elegí matar como carrera, el matar me eligió a mí».